# Cliffortia ferricola
Cliffortia ferricola är en rosväxtart som beskrevs av C.Whitehouse. Cliffortia ferricola ingår i släktet Cliffortia och familjen rosväxter. Inga underarter finns listade i Catalogue of Life.